# 山下車站 (宮城縣)
37°58′2.69″N 140°54′2.06″E / 37.9674139°N 140.9005722°E
山下車站（日语：／ Yamashita eki */?）是一位於日本宮城縣亘理郡，東日本旅客鐵道（JR東日本）常磐線沿線的鐵路車站。

## 車站構造

### 新站房
新站房採用高架站台設計，站內設有島式站台一座，兩股軌道。
| 月台 | 路線    | 方向 | 目的地                 |
| ---- | ------- | ---- | ---------------------- |
| 1    | ■常磐線 | 下行 | 岩沼、名取、仙台方向   |
| 2    | ■常磐線 | 上行 | 相馬、原之町、磐城方向 |

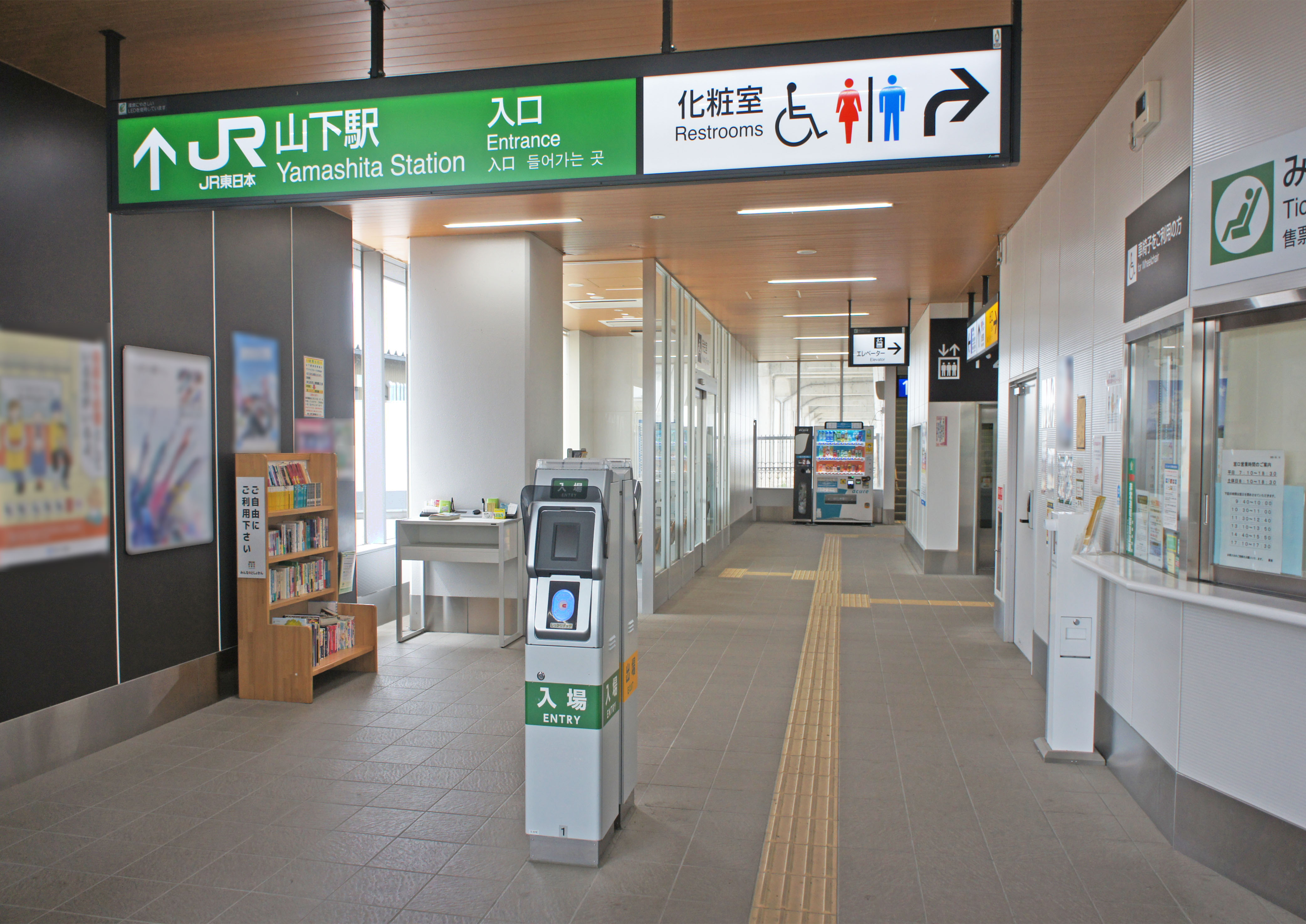
檢票口（2022年4月）
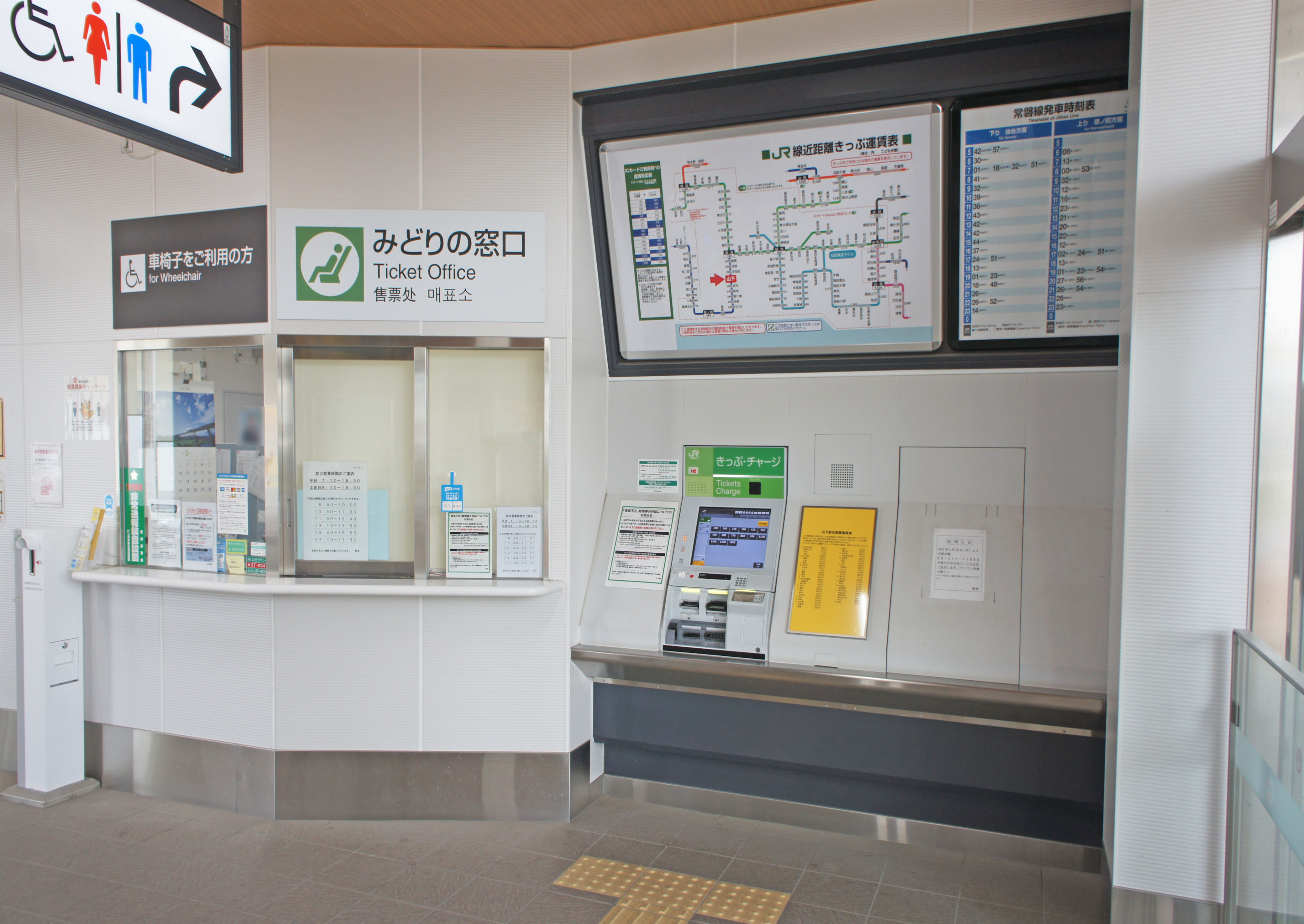
綠色窗口及售票機（2022年4月）
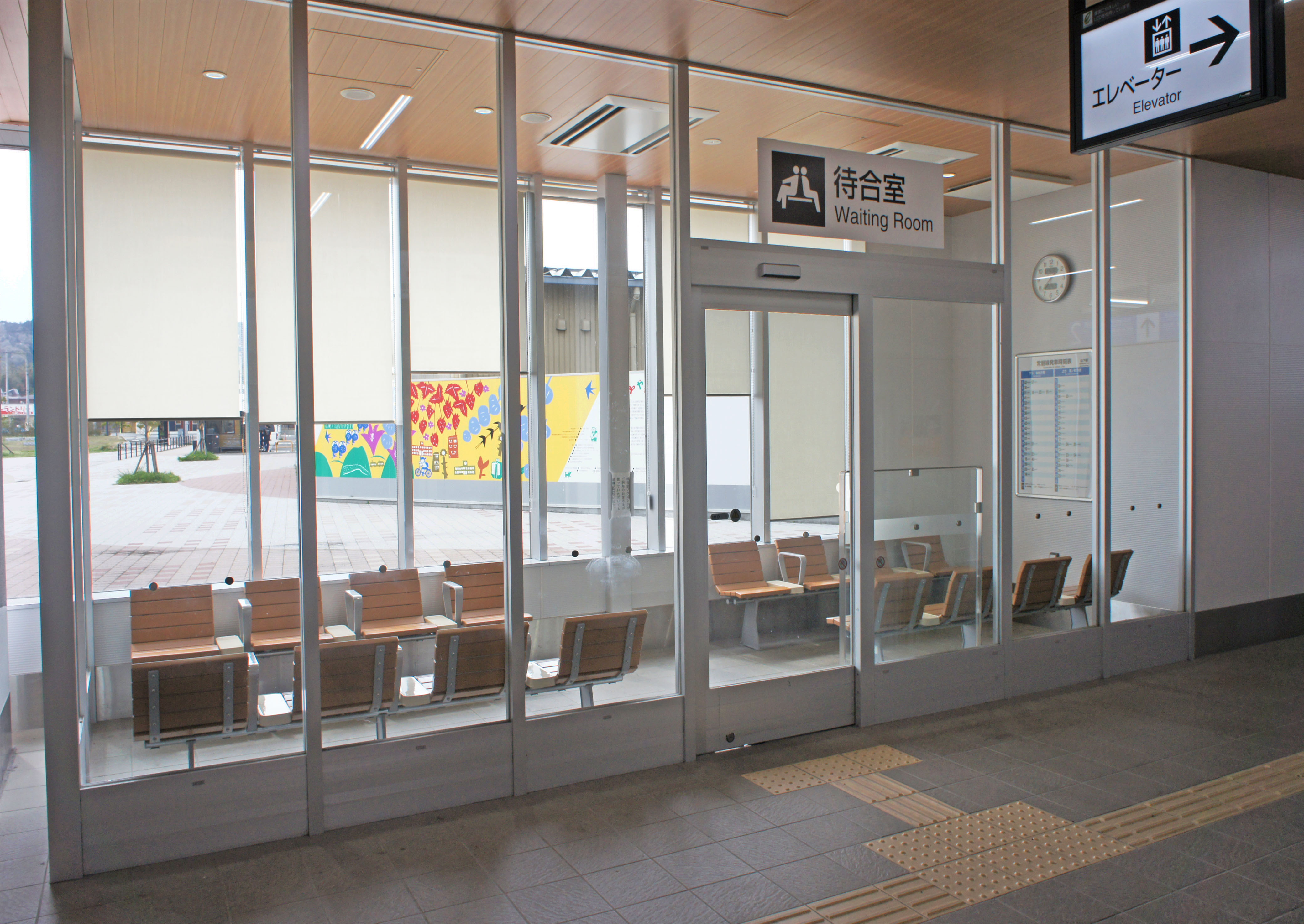
候車室（2022年4月）
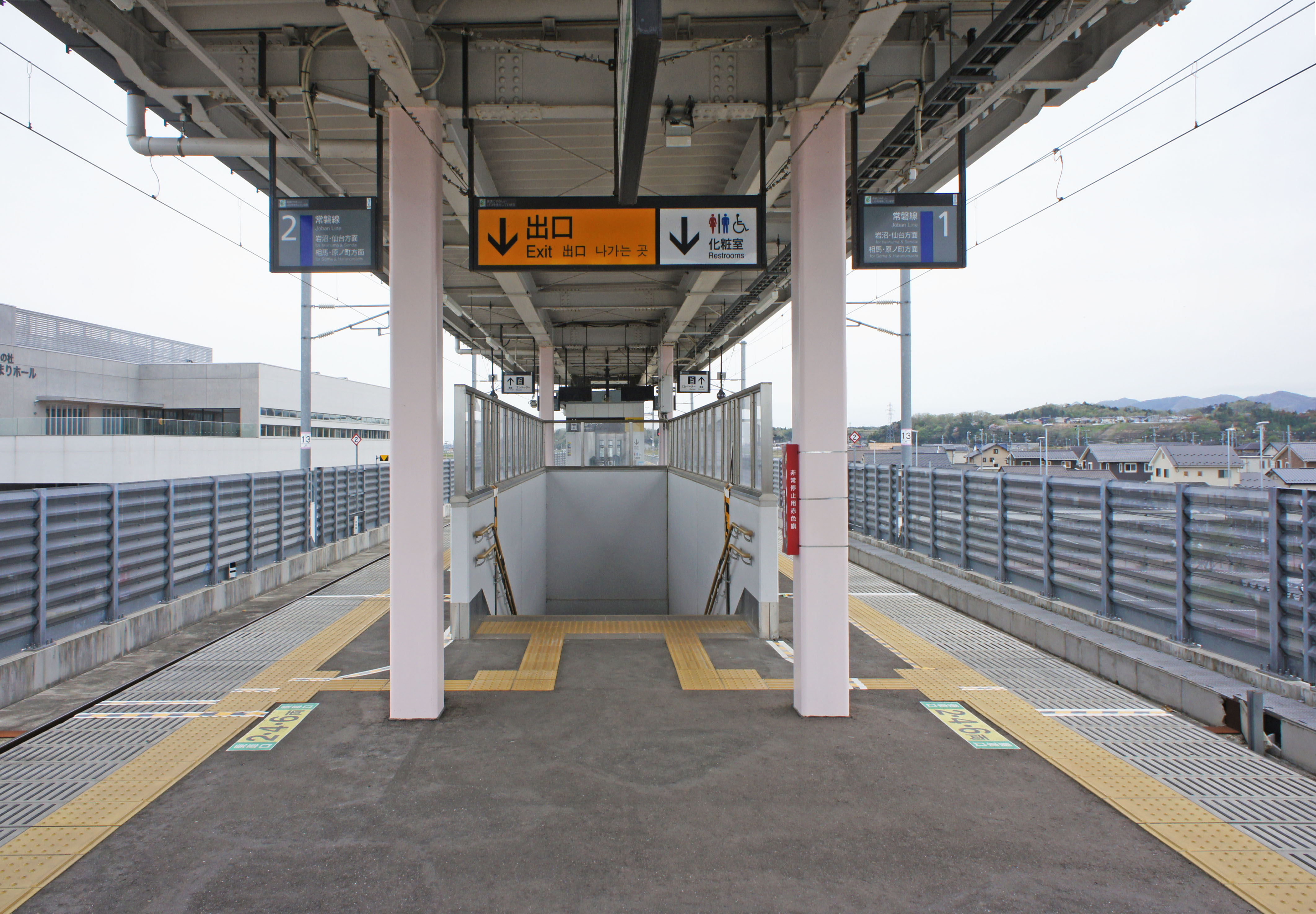
月台（2022年4月）

### 東日本大震災前的舊站房

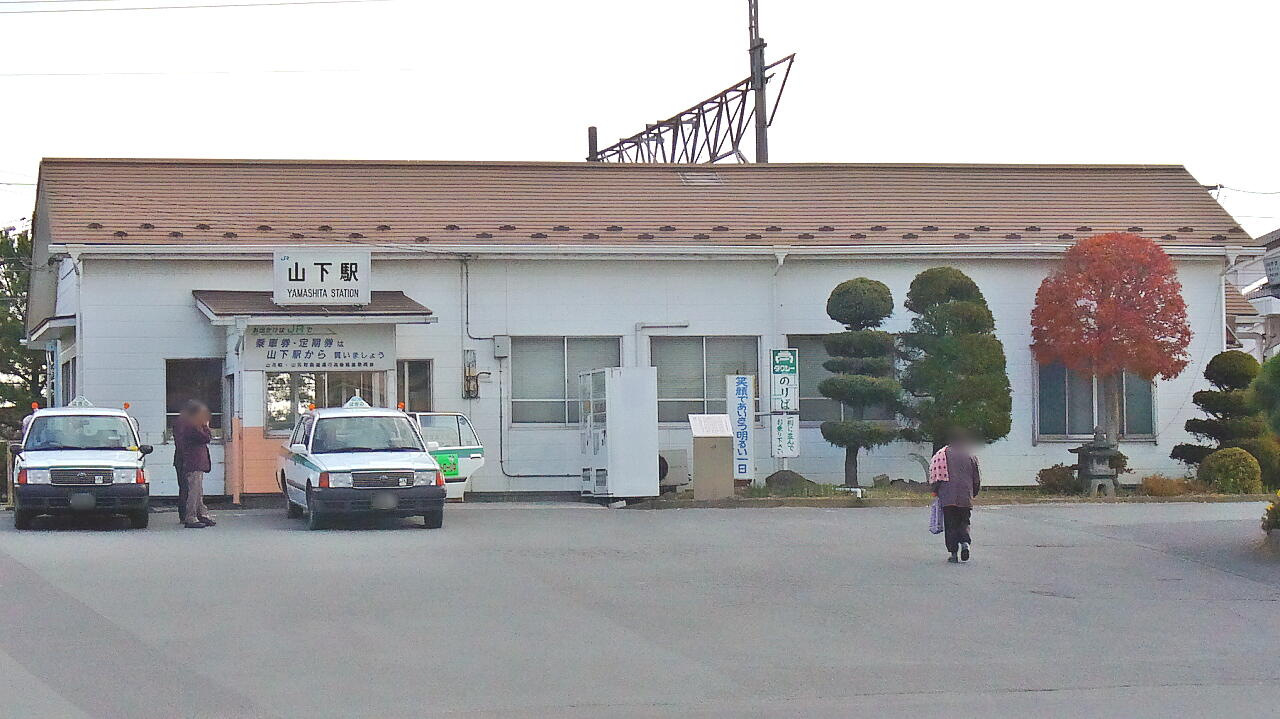
2007年12月時的車站站房

舊站房採地面車站設計，站內設有側式月台一座、一股軌道及島式月台一座、兩股軌道。月台與站房之間設置有跨線天橋。車站為直營站，由岩沼車站管理，並設有綠色窗口、自動售票機及Suica驗票機。
| 月台 | 路線    | 方向 | 目的地           |
| ---- | ------- | ---- | ---------------- |
| 1、2 | ■常磐線 | 下行 | 岩沼、仙台方向   |
| 3    | ■常磐線 | 上行 | 相馬、原之町方向 |

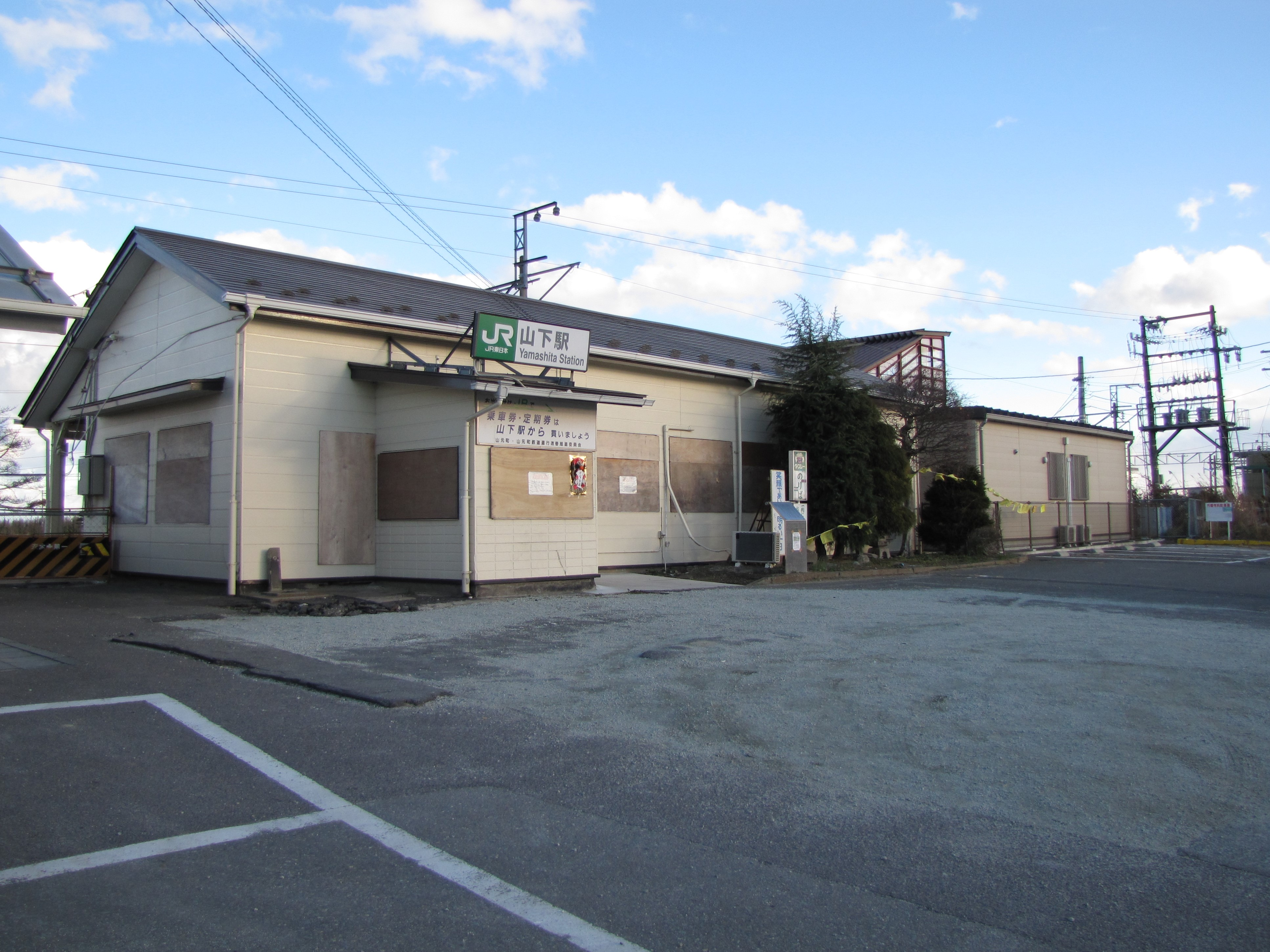
停止運營的舊站房（2013年1月）
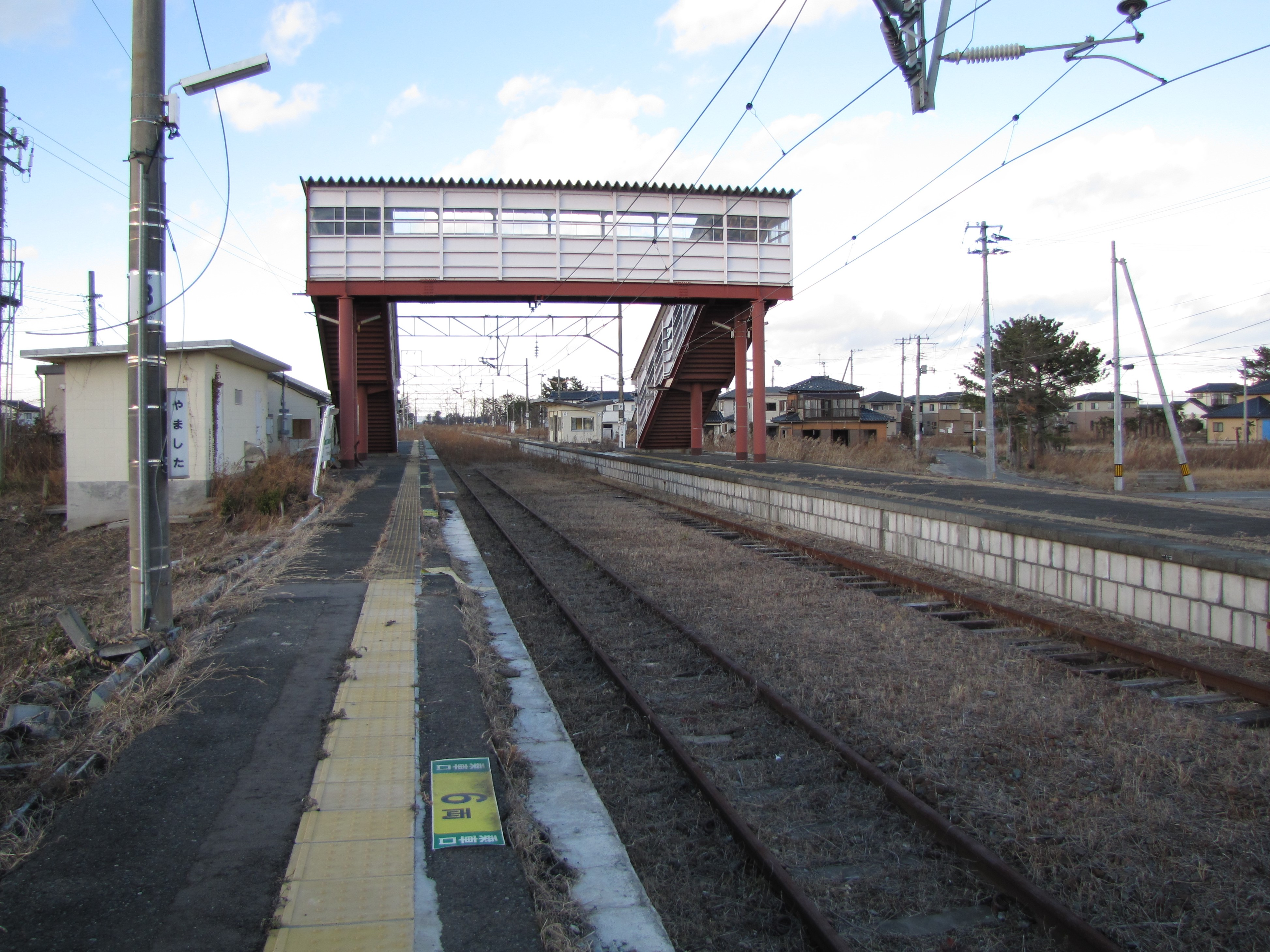
停止運營的舊站內（2013年1月）
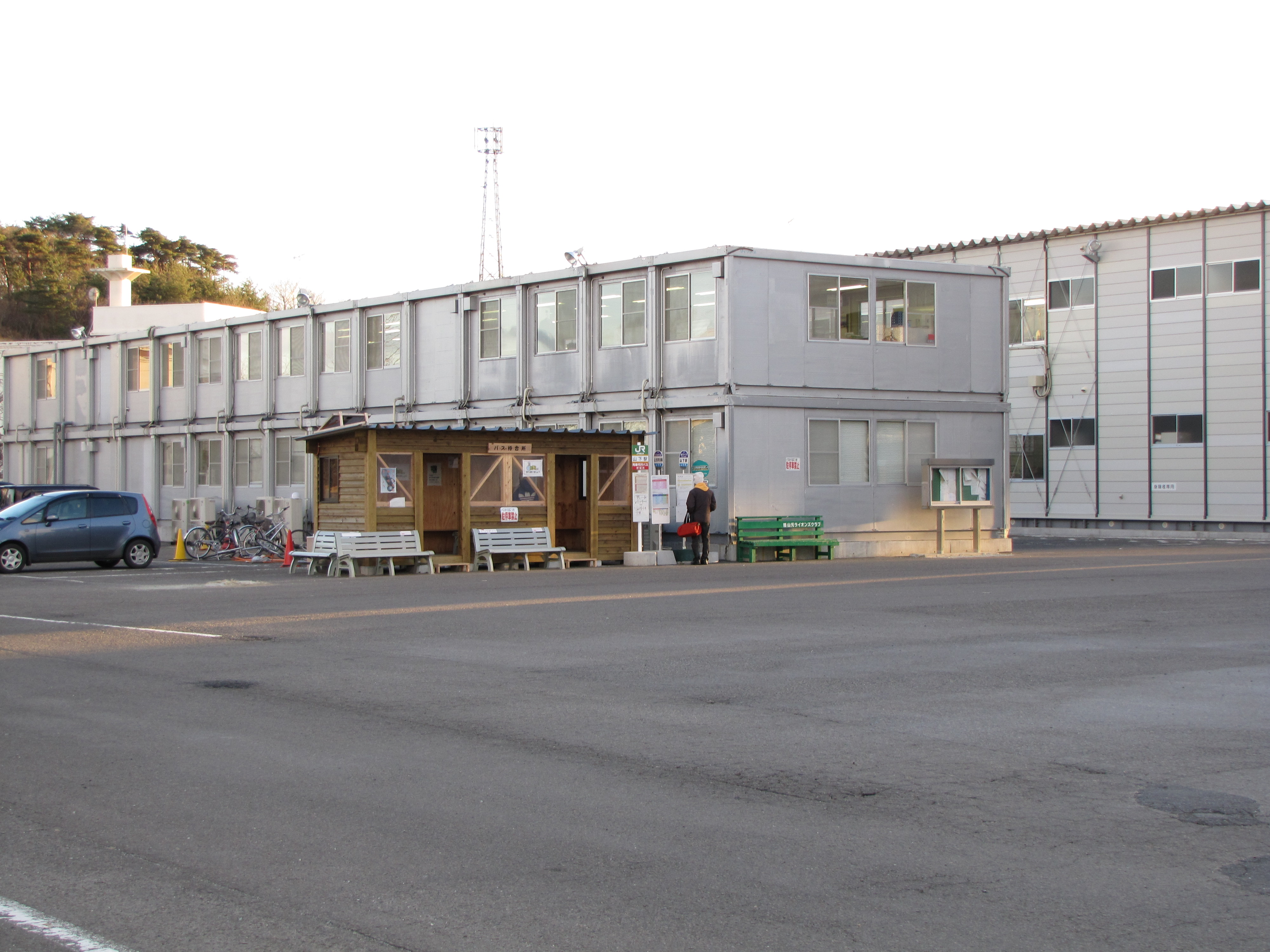
山元町的町办公室旁的代行巴士車站（2013年1月）
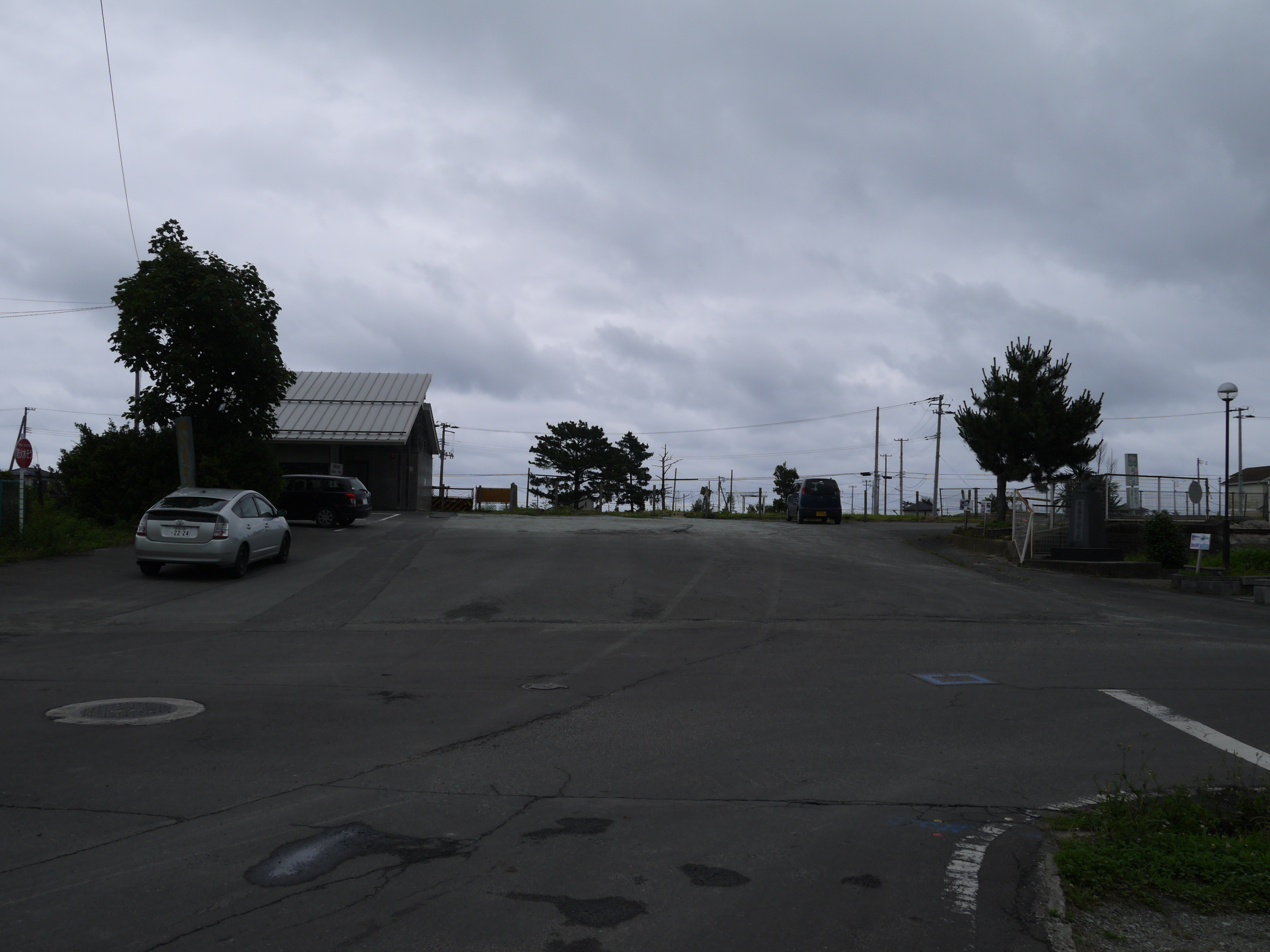
已經拆除的舊站房遺址（2016年7月）

## 東日本大地震的影響
2011年3月11日發生東日本大地震，此站兩端路軌遭海嘯沖毀。為當地交通需求，JR東日本以接駁公車代駛，候車站牌設於當地山元町的町辦公室，但並非每班車皆停靠。2012年3月5日，JR東日本仙台分公司公佈復舊計畫，將駒嶺車站至濱吉田車站間路線往內陸移動約1100公尺處重建，預定2017年春季完工復駛。因路線改線，JR東日本仙台分公司已於2013年3月完成此站原有站房的拆除作業。

## 相鄰車站
東日本旅客鐵道
■常磐線
坂元－山下－濱吉田

## 外部連結
- （日語）JR東日本 山下駅 （页面存档备份，存于）